# Град Тузла
Град Тузла је јединица локалне самоуправе на сјевероистоку Босне и Херцеговине у саставу Федерације БиХ. Сједиште града је у насељеном мјесту Тузла, који је један од највећих градова земље и такође сједиште истоименог кантона.
Град се налази на јужној падини планине Мајевице. Позната је по богатству сољу, по којој је име добио град Тузла (из турског језика: „тузи“ значи „со"). Тузла је трећи главни индустријски центар БиХ, после Сарајева и Бање Луке. У њој раде два универзитета. У граду или у непосредној близини налазе се многе фабрике хемијских производа, индустрија хране и пића, те тешка индустрија.
Послије потписивања Дејтонског споразума највећи дио пријератне општине Тузла ушао је у састав Федерације БиХ. У састав Републике Српске ушао је дио насељеног мјеста Потраш.

## Становништво
По последњем службеном попису становништва из 1991. године, тадашња општина Тузла је имала 131.618 становника, распоређених у 66 насељених места.
| Националност       | 1991.           | 1981.           | 1971.           |
| Муслимани          | 62.669 (47,61%) | 52.400 (43,05%) | 53.271 (49,65%) |
| Хрвати             | 20.398 (15,49%) | 24.811 (20,38%) | 27.735 (25,84%) |
| Срби               | 20.271 (15,40%) | 20.261 (16,64%) | 21.089 (19,65%) |
| Југословени        | 21.995 (16,71%) | 19.059 (15,65%) | 2.540 (2,36%)   |
| остали и непознато | 6.285 (4,77%)   | 5.186 (4,26%)   | 2.658 (2,47%)   |
| Укупно             | 131.618         | 121.717         | 107.293         |

## Насељена мјеста
Брђани, Брешке, Брезе, Бргуле, Букиње, Церик, Цвиљевина, Чакловићи Доњи, Чакловићи Горњи, Чанићи, Добрња, Докањ, Драгуња Доња, Драгуња Горња, Горња Тузла, Грабовица Доња, Грабовица Горња, Худеч, Хусино, Кисељак, Колимер, Коловрат, Коњиковићи, Косци, Ковачево Село, Ковачица, Кртолије, Куковина, Липница, Липница Доња, Липница Горња, Липница Средња, Љепунице, Љубаче, Маринковићи, Михатовићи, Милешићи, Моранчани, Мрамор, Мрамор Нови, Ободница Доња, Ободница Горња, Орашје, Осоје, Пар Село Горње, Пасци Доњи, Пасци Горњи, Петровице Доње, Петровице Горње, Плане, Погориоци, Пољана, Потраш, Пожарница, Рапаче, Расовац, Симин Хан, Сноз, Својтина, Шевар, Шићи, Шићки Брод, Тетима, Тисовац, Тузла и Вршани.